# 가립
가립(假立, 산스크리트어: prajñapti) 또는 가설(假設, 산스크리트어: prajñapti)의 문자 그대로의 뜻은 '임시로 세움', '임시로 설치함', '임시로 설정함' 또는 '잠정적으로 정함'으로, '실재하는 실체[實法]'가 아닌 것을 마치 실재하는 실체[實法]인 것처럼 삼는 것을 말한다. 즉 실법(實法) 또는 실유(實有) 즉 실재하는 법 또는 존재[有]가 아닌 것을 마치 실재하는 법 또는 존재인 것처럼 삼는 것으로, 이렇게 하여 세운 법을 가법(假法) 또는 가유(假有) 즉 실재하지 않는 법, 일시적인 법 또는 임시적인 법이라 한다.
예를 들어, 5온의 집합체로서의 나[我]는 실재하지 않지만 일상생활에서는 마치 나[我]가 실재하는 것처럼 말하고 있으며 또 이러한 표현을 사용하는 것이 편리한데, 이것은 나[我]를 임시로 세워서 하나의 실체 즉 법으로 삼는 것이므로 나[我]는 가법(假法)에 해당한다.
언어적 측면에서 볼 때, 가립(假立)은 어떤 대상[法]에 대해 명명(命名: 사람, 사물, 사건 등의 대상에 이름을 지어 붙임)하는 것 즉 명칭을 부여하는 행위이다. 즉, 가립이란, 예를 들어 '나[我]'의 경우처럼, 실법(實法)이 아닌 것에 대해 마치 실법인 것처럼 언어적 측면에서 명칭을 부여하는 것이다. 이런 뜻에서 가립을 일시적인 언표(言表, 산스크리트어: prajñapti)라고도 한다. 이 경우 명칭은 존재하나 그 명칭이 가리키는 대상 즉 법(法)은 실제로는 존재하지 않는다. 한편, '나[我]'의 경우에서 보듯이 가법은 실법에 의존하여 세우는 것으로, 실법이 없으면 존재할 수 없는 관계에 있다. 이를 전통적인 불교 용어로는 가법은 실법에 의지하여 시설(施設, 산스크리트어: prajñapti: 세움, 설정함, 베풀어 차림)된다고 한다.

## 참고 문헌
- 곽철환 (2003). 《시공 불교사전》. 시공사 / 네이버 지식백과. |title=에 외부 링크가 있음 (도움말)
- 미륵 지음, 현장 한역, 강명희 번역 (K.614, T.1579). 《유가사지론》. 한글대장경 검색시스템 - 전자불전연구소 / 동국역경원. K.570(15-465), T.1579(30-279). |title=에 외부 링크가 있음 (도움말)
- 세친 지음, 현장 한역, 권오민 번역 (K.955, T.1558). 《아비달마구사론》. 한글대장경 검색시스템 - 전자불전연구소 / 동국역경원. K.955(27-453), T.1558(29-1). |title=에 외부 링크가 있음 (도움말)
- 호법 등 지음, 현장 한역, 김묘주 번역 (K.614, T.1585). 《성유식론》. 한글대장경 검색시스템 - 전자불전연구소 / 동국역경원. K.614(17-510), T.1585(31-1). |title=에 외부 링크가 있음 (도움말)
- 세친 지음, 현장 한역, 송성수 번역 (K.618, T.1612). 《대승오온론》. 한글대장경 검색시스템 - 전자불전연구소 / 동국역경원. K.618(17-637), T.1612(31-848). |title=에 외부 링크가 있음 (도움말)
- 운허.  동국역경원 편집, 편집. 《불교 사전》. |title=에 외부 링크가 있음 (도움말)
- (영어) DDB. 《Digital Dictionary of Buddhism (電子佛教辭典)》. Edited by A. Charles Muller. |title=에 외부 링크가 있음 (도움말)
- (중국어) 미륵 조, 현장 한역 (T.1579). 《유가사지론(瑜伽師地論)》. 대정신수대장경. T30, No. 1579. CBETA. |title=에 외부 링크가 있음 (도움말)
- (중국어) 佛門網. 《佛學辭典(불학사전)》. |title=에 외부 링크가 있음 (도움말)
- (중국어) 星雲. 《佛光大辭典(불광대사전)》 3판. |title=에 외부 링크가 있음 (도움말)
- (중국어) 세친 조, 현장 한역 (T.1612). 《대승오온론(大乘五蘊論)》. 대정신수대장경. T31, No. 1612, CBETA. |title=에 외부 링크가 있음 (도움말)
- (중국어) 세친 조, 현장 한역 (T.1558). 《아비달마구사론(阿毘達磨俱舍論)》. 대정신수대장경. T29, No. 1558, CBETA. |title=에 외부 링크가 있음 (도움말)
- (중국어) 호법 등 지음, 현장 한역 (T.1585). 《성유식론(成唯識論)》. 대정신수대장경. T31, No. 1585, CBETA. |title=에 외부 링크가 있음 (도움말)